# Rue Joannès-Drevet
La rue Joannès-Drevet est une rue pavée du quartier d'Ainay dans 2e arrondissement de Lyon, en France.

## Situation et accès
La rue débute quai Tilsitt et se termine rue Guynemer. C'est une rue très courte qui ne comporte que deux numéros de rue. La circulation se fait dans le sens inverse de la numérotation avec un stationnement d'un seul côté.

## Origine du nom
La rue est dédiée à Jean-Baptiste Drevet dit Joannès Drevet (1854-1940), artiste peintre, aquafortiste et aquarelliste lyonnais qui avait son atelier au No 4 de cette rue. Son fils Joanny Drevet (1889-1969) reprend ensuite l'atelier de son père.
Drevet illustre de nombreux ouvrages sur Lyon comme Aux environs de Lyon (1892) et Lyon pittoresque (1896) d'Auguste Bleton (le premier ouvrage sous le pseudonyme de Monsieur Josse et le deuxième sous son vrai nom de Bleton), Le Lyon de nos pères (1901) et Vieilles pierres lyonnaises (1911) d'Emmanuel Vingtrinier.
En 1896, Léon Galle reprend quelques gravures de Lyon Pittoresque pour écrire Une promenade à travers le vieux Lyon.

## Histoire
En 1533, elle est appelée rue tendant du puits Saint-Michel en Saône ; en 1573, 1575 et 1577, chemin tirant du puits commun au port de Saône ; en 1605, rue tendant de la rivière de Saône au puits commun du lieu de Saint-Michel; en 1583, chemin tendant du puits Saint-Michel en Saône; en 1680, rue Colombe ; en 1723, rue Sainte-Colombe ; en 1732, rue Saint-Michel ; en 1784, rue des chaînes, puis rue Sainte-Colombe.
La rue prend son nom actuel le 12 avril 1942 par délibération du conseil municipal.